# Arisaema album
Arisaema album är en kallaväxtart som beskrevs av Nicholas Edward Brown. Arisaema album ingår i släktet Arisaema och familjen kallaväxter. Inga underarter finns listade.